# Buse solitaire
Buteogallus solitarius
Espèce
Statut de conservation UICN

 NT C2a(i) : Quasi menacé
Statut CITES
La Buse solitaire (Buteogallus solitarius, anciennement Harpyhaliaetus solitarius) est une espèce d'oiseaux de la famille des Accipitridae.

## Répartition

répartition

## Sous-espèces
D'après la classification de référence (version 14.1, 2024) de l'Union internationale des ornithologues, la Buse solitaire possède 2 sous-espèces (ordre philogénique) :
- Buteogallus solitarius sheffleri (Tschudi, 1844) ;
- Buteogallus solitarius solitarius (Van Rossem, 1948).